# جامعة كالينينجراد التقنية الحكومية
جامعة كالينينجراد التقنية الحكومية (الروسية: Калининградский государственный технический университет, (КГТУ)) هي جامعة تقنية تقع في ساحة النصر في كالينينجراد، روسيا. تقع في مبنى المحكمة القضائية المركزية السابق الذي كان محكمة قضائية خلال فترة السيطرة الألمانية على للمدينة. وهي أكبر مؤسسة للتعليم العالي في صناعة صيد الأسماك في روسيا.
تأسست جامعة كالينينجراد على أساس معهد موسكو التقني لصناعة مصايد الأسماك، وتطورت كمؤسسة متعددة التخصصات مع الأخذ في الاعتبار متطلبات وإمكانات المنطقة الاقتصادية. يتدرب الطلاب في 42 دورة تعليمية عالية على مستويات مختلفة، وهي البكالوريوس، والدبلوم المتخصص، والماجستير، ومرشح العلوم، ودكتوراه العلوم؛ كما تقدم الجامعة دورات ترقية مختلفة للمهنيين. يتكون أعضاء هيئة التدريس بالجامعة من 600 مدرس وباحث، بما في ذلك 75 أستاذًا حاصلًا على درجة دكتوراه في العلوم، و80 أكاديميًّا وأعضاء مراسلين من الأكاديميات العلمية الروسية الدولية والعامة. تُجرى البحث العلمي تقليديًّا في العديد من المجالات. يوجد بالجامعة 12 مختبرًا ومركزًا علميًّا وبحثيًّا، أربعة منها ذات طابع تطبيقي. تعمل في الجامعة أربعة مجالس للرسائل العلمية.
وفي الآونة الأخيرة، تزايد نشاط الجامعة العلمي من خلال مشاركتها في 25 برنامجًا علميًّا اتحاديًّا، بالإضافة إلى مشاريع TEMPUS وTACIS.
يتوسع التعاون الدولي للجامعة مع المنظمات التعليمية والبحثية الأجنبية باستمرار، وخاصة مع منطقة بحر البلطيق.

## البحث
يُجري الباحثون بحوثًا في الجامعة في مجالات تطبيقية، بما في ذلك: الموارد المائية الحيوية وتربية الأحياء المائية، ومصايد الأسماك، والأتمتة وبناء الآلات، والكيمياء الحيوية، وعلم الأحياء، وعلم البيئة، وهندسة الطاقة، وبناء السفن، وتقنيات الحاسوب، والاقتصاد والإدارة، وتقانة معالجة الأسماك والأغذية، واللغويات، والرياضيات، والفيزياء. تركز معظم أبحاث الجامعة على الموارد البيولوجية لمحيطات العالم ومنطقة بحر البلطيق والمياه الداخلية وتربية الأحياء المائية والتقنيات الجديدة لمعالجة الأسماك وإنتاج الغذاء وتطوير علوم المعلومات وتطبيقات وتقنيات الحاسوب والبحث في الاستخدام العقلاني لموارد الطاقة التقليدية وغير التقليدية ومشاكل بناء السفن والهندسة المدنية والهندسة المعمارية والبيئة وسلامة الحياة وتقنية الليزر والنقنية الدقيقة والنانوية.

## الكليات
1. كلية الموارد الحيوية واستخدامات الموارد الطبيعية
2. كلية مصايد الأسماك التجارية
3. كلية الميكانيكا والتكنولوجيا
4. كلية الهندسة البحرية والطاقة
5. كلية الإنتاج والتحكم الآلي
6. كلية الاقتصاد
7. كلية العلوم الإنسانية
8. كلية التدريب الأساسي
9. ترقية أعضاء هيئة التدريس
10. قسم التدريب الأساسي للطلاب الأجانب

## المتاحف
تحتوي الجامعة متحفًا للتاريخ والفنون يضم عددًا من المعروضات. ويعود تاريخ بعضها إلى بداية القرن العشرين. يوجد أيضًا متحفان متخصصان فريدان من نوعهما: متحف علم الأسماك ومتحف علم الأحياء المائية. تعرض هذه المعروضات حيوانات المحيط العالمي